# Alphabets des langues formosanes
 (janvier 2023).
Les alphabets des langues formosanes ou alphabets des langues autochtones (原住民族語言書寫系統 en chinois) sont des alphabets standardisés pour 16 langues formosanes parlées à Taïwan et adoptés officiellement en 2005. Ils ont été révisés en 2017.